# モルダヴィア北部の壁画教会群
北部モルダヴィアの壁画教会群は、ルーマニアのモルダヴィア北部にあるスチャヴァ県に所在する、ルーマニア正教会の8つの教会を指す。およそ1487年から1583年の間に建設された。
壁画に描かれているのは、キリストの受難と復活、オスマン帝国との戦争が主である。過酷な戦争の中、壁画は特別な意味を持って描かれた。当時、モルダヴィアの人々にとって最大の苦難が、イスラム教の大国オスマン帝国からの攻撃であった。そこで村の人々が、どこにいても勇気と励ましを得られるよう、教会の外にまで壁画が描かれた。村民はキリストの受難と復活を自分たちの運命に合わせて、つらい時代を乗り越えることができたと伝わっている。
1993年に以下の一覧のうち最初の7つが「モルダヴィア地方の教会群」としてユネスコの世界遺産に登録され、2010年に復活教会が拡大登録された。そのひとつプロボタ修道院は、日本のユネスコ信託基金により、1996年から5年をかけて当時芝浦工業大学教授の三宅理一のもと、保存修復事業が実施された。
| 教会名                                                                              | 所在する村 | 建設年 |
| ----------------------------------------------------------------------------------- | ---------- | ------ |
| 前駆授洗イオアン斬首教会（Arbore Church）                                           | Arbore     | 1503年 |
| かつてのフモール修道院（Humor Monastery）の生神女就寝教会                           | Humor      | 1530年 |
| モルドヴィツァ修道院（Moldoviţa Monastery）の生神女福音教会                         | Moldoviţa  | 1532年 |
| パトラウツィの聖十字架教会（Church of the Holy Cross, Pătrăuți）                    | Pătrăuţi   | 1487年 |
| 聖ニコラエ教会とプロボタ修道院主聖堂（カトリコン、Katholikon）（Probota Monastery） | Probota    | 1531年 |
| 聖ゲオルゲ教会（Saint John the New Monastery）                                      | スチャヴァ | 1522年 |
| かつてのヴォロネツ修道院（Voroneţ Monastery）の聖ゲオルゲ教会                       | Voroneţ    | 1487年 |
| 復活教会（Suceviţa Monastery）                                                      | Suceviţa   | 1583年 |

この地域における特筆すべきその他の教会
| 教会名                               | 所在する村 | 建設年        |
| ------------------------------------ | ---------- | ------------- |
| 聖神降臨教会（Dragomirna Monastery） | Dragomirna | 1609年        |
| 顕栄教会（Slatina Monastery）        | Slatina    | 1554年-1561年 |